# 2014年太平洋颱風季
| 太平洋颱風季             |
| 主題頁 - 專題 - 編輯指南 |

2014年太平洋颱風季泛指於2014年全年內的任何時間，於赤道以北及國際換日線以西的太平洋水域，以及南中國海所產生的熱帶氣旋。雖然有關方面並沒有設下本颱風季的指定期限，但大部份於西北太平洋的熱帶氣旋通常皆會於五月至十二月期間形成。而本年是日本氣象廳有觀測紀錄以來，本洋面首次八月完全無任何熱帶風暴生成的一年（吉納維芙除外，因其非於本洋面生成，且事實上是在七月末生成）。
本條目的範圍僅侷限於赤道以北及國際換日線以西的太平洋及南海的水域。於赤道以北及國際換日線以東的太平洋水域產生的風暴則被稱為颶風，並被列入2014年太平洋颶風季。於西北太平洋產生的熱帶風暴是由日本東京颱風中心命名（即國際名稱），國際編號為14xx，而美國聯合颱風警報中心（英語：JTWC）會把在該地區的熱帶低氣壓的編號以W字母作結。
凡進入或產生於菲律賓風暴責任範圍以內的熱帶低氣壓，菲律賓大氣地理天文部門（英語：PAGASA）皆將給予菲律賓名稱，作當地警報用途，因此可能會有二個不同的英文名稱（官方以國際名稱為準）；此外，由於陸港澳採用同一中文譯名，而台灣當地之中文譯名可能有所不同，故同一個風暴會有二個不同的中文名稱。
以下各熱帶氣旋資訊以熱帶氣旋存在期間的最強形態為準。

## 颱風季預測

### 香港
香港天文台（英語：HKO）台長岑智明於3月17日是由天文台所召開的記者會中表示，本年預計進入香港500公里範圍的熱帶氣旋數目約有4至7個，屬於接近正常的水平，預計香港的風季將於六月或以後開始。其後香港天文台修正預測颱風數量，由4至7個改為3至6個，並強調颱風最多於九月份出現，市民仍要多加警惕。

### 臺灣
中央氣象局（英語：CWB）預報中心主任鄭明典表示，下半年的聖嬰現象發展機會大，颱風生成位置距離台灣較遠，颱風季一開始的颱風往北偏機率較高，但還是要留意颱風於八、九月侵襲台灣的現象。
中央氣象局於6月27日發表新聞稿表示，今年北太平洋西部海域颱風生成總數預估約為29至32個，多於氣候平均值（25.7個）。截至6月底止，北太平洋西部海域颱風法西已有7個颱風生成，較氣候平均值（4.3個）多。至於侵臺颱風方面，預估今年有3至5個颱風侵臺，與氣候平均值相約（為3.6個）。

### 澳門
澳門地球物理暨氣象局（葡萄牙語：SMG）於5月30日發表夏季季度氣候預測中表示，夏季期間厄爾尼諾現象發展的可能性較大，本年影響澳門的熱帶氣旋個數為接近正常（約4至6個），而需要懸掛八號風球或以上的熱帶氣旋信號約為一個。

## 已被國際命名的熱帶氣旋

### 熱帶風暴玲玲 (Lingling)
PAGASA: Agaton
2014年1月6日，一個低壓區在帛琉東南方海面上生成。同日，美國海軍研究實驗室給予擾動編號91W。
1月9日上午10時30分，聯合颱風警報中心對其在24小時內形成為熱帶氣旋的機會給予「LOW」的評級。
1月10日下午2時，聯合颱風警報中心取消評級。下午9時30分，日本氣象廳將其升格為熱帶性低氣壓，並發出烈風警報。其中心風力達到了15每秒（54每小時）。
1月11日上午2時，聯合颱風警報中心再度對其在24小時內形成為熱帶氣旋的機會給予「LOW」的評級。
1月12日下午2時，聯合颱風警報中心取消評級。下午3時25分，日本氣象廳改發一般警報。
1月13日上午2時，日本氣象廳將其降格為低壓區，並取消所有警報。其後，原先被日本氣象廳降格為低壓區的殘餘雲系在帛琉西北方海面上重新發展。
1月14日上午8時，日本氣象廳再次將其升格為熱帶低氣壓。
1月15日下午2時，聯合颱風警報中心再度對其在24小時內形成為熱帶氣旋的機會給予「LOW」的評級。
1月16日下午2時，聯合颱風警報中心對其評級提升為「MEDIUM」。下午8時，日本氣象廳再度對其發出烈風警報。下午9時，聯合颱風警報中心對其發佈熱帶氣旋形成警報。
1月17日，聯合颱風警報中心對其評級提升為「HIGH」。
1月18日上午8時，日本氣象廳將其升格為熱帶風暴，並命名為「玲玲」。同時，聯合颱風警報中心將其升格為熱帶低氣壓，並給予編號01W。下午5时，聯合颱風警報中心将其升格為熱帶風暴。
1月19日上午5時，聯合颱風警報中心將其降格為熱帶低氣壓。
1月20日上午5時，聯合颱風警報中心對其發出最後的警報。上午8時45分，日本氣象廳將其降格為熱帶低氣壓，並取消烈風警報。
1月21日上午8時，日本氣象廳將其降格為低壓區。
1月27日，其殘餘雲系併入赤道輻合帶，在該處重新發展為另一低壓系統，並於關島東南部海面上持續發展。其後又於1月31日被日本氣象廳升格為熱帶風暴劍魚。
熱帶風暴「玲玲」是2014年西北太平洋生成的首個熱帶氣旋，亦是首個被命名的熱帶風暴。
聯合颱風警報中心在事後發佈的最佳路徑年鑑中，把玲玲的強度向下修訂，接近中心最高持續風速下調為30節，認為從未達到熱帶風暴的水平。

### 熱帶風暴劍魚 (Kajiki)
PAGASA: Basyang
2014年1月27日，熱帶風暴玲玲的殘餘雲系併入赤道輻合帶，在該處重新發展為低壓區，並於關島東南方海面上持續發展。同日下午，美國海軍研究實驗室重新給予其編號92W。
1月28日下午10時，聯合颱風警報中心對其在24小時內形成為熱帶氣旋的機會給予「LOW」的評級。
1月29日上午9時25分，日本氣象廳將其升格為熱帶低氣壓，並發出烈風警報。上午11時，聯合颱風警報中心對其評級提升為「MEDIUM」。下午1时30分，聯合颱風警報中心對其发出熱帶氣旋形成警報。
1月31日上午5時，聯合颱風警報中心將其升格為熱帶低氣壓，并給予編號02W，上午9时10分，日本氣象廳將其升格為熱帶風暴，并命名為「劍魚」。
2月1日上午5時，聯合颱風警報中心將其升格為熱帶風暴。上午11時，聯合颱風警報中心將其降格為熱帶低氣壓。下午8時45分，日本氣象廳將其降格為熱帶低氣壓，並取消烈風警報。
2月2日上午2時，日本氣象廳將其降格為低壓區。上午5時，聯合颱風警報中心對其發出最後的警報。
根據菲律賓國家減災委員會估計，劍魚在其東南部的錫亞高島登陸時，導致至少6人罹難，數萬人受災。

### 颱風法茜 (Faxai)
2014年2月17日，一個低壓區於波納佩西南方海面上生成。美國海軍研究實驗室給予擾動編號93W。下午3時，聯合颱風警報中心對其在24小時內形成為熱帶氣旋的機會給予「LOW」的評級。
2月20日下午2時，聯合颱風警報中心對其取消評級。
2月21日下午2時，聯合颱風警報中心再度對其在24小時內形成為熱帶氣旋的機會給予「LOW」的評級。
2月22日下午3時，聯合颱風警報中心再次對其取消評級。
2月23日上午9時，聯合颱風警報中心再度對其在24小時內形成為熱帶氣旋的機會給予「LOW」的評級。
2月26日上午5時，聯合颱風警報中心對其評級提升為「MEDIUM」。上午11時，日本氣象廳將其升格為熱帶低氣壓。下午1時，聯合颱風警報中心對其發佈熱帶氣旋形成警報。下午3時，日本氣象廳對其發出烈風警報。
2月28日上午9時，聯合颱風警報中心將其升格為熱帶低氣壓，並給予編號03W。下午8時，聯合颱風警報中心將其升格為熱帶風暴。下午9時，日本氣象廳將其升格為熱帶風暴，並命名為「法茜」。
3月3日下午2時，日本氣象廳將其升格為強烈熱帶風暴。
3月4日下午8時，日本氣象廳將其升格為颱風。下午11時，聯合颱風警報中心將其升格為一級颱風。
3月5日上午8時，日本氣象廳將其降格為強烈熱帶風暴。下午5時，聯合颱風警報中心將其降格為熱帶風暴。下午8時，日本氣象廳將其降格為熱帶風暴。下午11時，聯合颱風警報中心發出最後警報。
3月6日上午2時，日本氣象廳認為法茜已經轉化為溫帶氣旋。
法茜是2014年西北太平洋生成的首個颱風，並是自2002年的颱風米娜之後，第一個於2月生成並達到颱風級別的熱帶氣旋。

### 熱帶風暴琵琶 (Peipah)
PAGASA: Domeng
2014年3月28日，一個低壓區在楚克東南方海面上生成。同日，美國海軍研究實驗室給予擾動編號95W。
3月29日下午12時，聯合颱風警報中心對其在24小時內形成為熱帶氣旋的機會給予「LOW」的評級。
3月30日下午1時，聯合颱風警報中心對其取消評級。
3月31日下午1時，聯合颱風警報中心再度對其在24小時內形成為熱帶氣旋的機會給予「LOW」的評級。下午8時，日本氣象廳取消對其為低壓區的評級。
4月2日上午8時，日本氣象廳再度對其升格為低壓區。下午3時，聯合颱風警報中心對其評級提升為「MEDIUM」。
4月3日上午4時，聯合颱風警報中心對其發佈熱帶氣旋形成警報，並對其評級提升為「HIGH」。上午6時，日本氣象廳將其升格為熱帶性低氣壓。上午9時，聯合颱風警報中心將其升格為熱帶低氣壓，並給予編號05W。同時，日本氣象廳對其發出烈風警報。
4月5日上午2時，聯合颱風警報中心將其升格為熱帶風暴。上午8時，日本氣象廳將其升格為熱帶風暴，並命名为“琵琶”。
4月6日下午9時，聯合颱風警報中心將其降格為熱帶性低氣壓。
4月9日下午2時，日本氣象廳將其降格為熱帶性低氣壓，並對其取消烈風警報。下午8時，日本氣象廳將其降格為低壓區。
4月10日下午2時，聯合颱風警報中心對其發出最後的警報。
其後，其殘餘雲系在棉蘭老島東方海面上重新發展。聯合颱風警報中心對其在24小時內形成為熱帶氣旋的機會直接給予「MEDIUM」的評級。
4月11日下午3時，聯合颱風警報中心將對其在24小時內形成為熱帶氣旋的機會降級為「LOW」。
4月12日上午9時，聯合颱風警報中心對其評級再度提升為「MEDIUM」。
4月13日下午10時，日本氣象廳再次將其升格為熱帶低氣壓。
4月15日上午9時，聯合颱風警報中心將其評級再次降至「LOW」。下午3時，聯合颱風警報中心對其取消評級。下午4時，日本氣象廳將其降格為低壓區。
4月17日上午9時，美國海軍研究實驗室將其撤編。

### 強烈熱帶風暴塔巴（Tapah）
2014年4月22日，一個低壓區在楚克西北方海面上生成。同日，美國海軍研究實驗室給予擾動編號99W。
4月24日上午9時，聯合颱風警報中心對其在24小時內形成為熱帶氣旋的機會給予「LOW」的評級。
4月26日下午10時，聯合颱風警報中心對其評級提升為「MEDIUM」。
4月27日上午10時，聯合颱風警報中心對其發佈熱帶氣旋形成警報。同時，日本氣象廳將其升格為熱帶低氣壓。下午3時，日本氣象廳對其發出烈風警報。下午10時，聯合颱風警報中心將其升格為熱帶低氣壓，並給予編號06W。
4月28日上午8時，聯合颱風警報中心將其升格為熱帶風暴。同時，日本氣象廳將其升格為熱帶風暴，並命名為“塔巴”。
4月29日上午2時，聯合颱風警報中心將其升格為一級颱風。上午9時，日本氣象廳將其升格為強烈熱帶風暴。
4月30日上午2時，聯合颱風警報中心將其降格為熱帶風暴。下午8時，日本氣象廳將其降格為熱帶風暴。
5月1日下午2時，日本氣象廳將其降格為熱帶低氣壓。同時，聯合颱風警報中心將其降格為熱帶低氣壓，並發出最後警報。
5月2日下午8時，日本氣象廳將其降格為低壓區。
日本氣象廳在事後發佈的最佳路徑中，把塔巴的強度向上修訂，接近中心最高持續風速上調為50節，中心最低氣壓下調至985hPa。

### 熱帶風暴米娜 (Mitag)
PAGASA: Ester
2014年6月8日下午，一個低壓區在台灣西南方海面上生成。
6月9日上午11時，日本氣象廳將其升格為熱帶低氣壓，當時的氣壓已經為1000hPa。下午10時，美國海軍研究實驗室給予擾動編號94W。
6月10日上午6時，聯合颱風警報中心對其在24小時內形成為熱帶氣旋的機會給予「LOW」的評級。下午1時，聯合颱風警報中心對其評級提升為「MEDIUM」。下午3時，日本氣象廳對其發出一般警報。
6月11日上午8時，日本氣象廳將其升格為熱帶風暴，並命名為“米娜”。
6月12日上午9時，隨著米娜的北移，日本氣象廳認為米娜已轉化為一股溫帶氣旋。同時，聯合颱風警報中心將對其在24小時內形成為熱帶氣旋的機會降級為「LOW」。

### 熱帶風暴海貝思 (Hagibis)
2014年6月11日，一個低壓區在海南島東南方海面上生成。下午12時，美國海軍研究實驗室給予擾動編號95W。
6月12日，聯合颱風警報中心對其在24小時內形成為熱帶氣旋的機會給予「LOW」的評級。
6月13日上午8時，日本氣象廳將其升格為熱帶低氣壓，當時的氣壓已經為998hPa。下午3時，日本氣象廳對其發出一般警告。下午9時，日本氣象廳改發烈風警報。
6月14日上午3時，聯合颱風警報中心對其評級提升為「MEDIUM」。上午10時，聯合颱風警報中心對其發佈熱帶氣旋形成警報。下午2時，聯合颱風警報中心將其直接升格為熱帶風暴，並給予編號07W。下午2時， 日本氣象廳將其升格為熱帶風暴，並命名為“海貝思”。
6月15日下午9時，聯合颱風警報中心對其發出最後的警報。
6月16日上午2時，日本氣象廳將其降格為熱帶低氣壓。
6月17日上午6時，聯合颱風警報中心將其再度升格為熱帶低氣壓，並重新發報。中午12時，日本氣象廳將其再度升格為熱帶風暴。
6月18日上午3時，日本氣象廳認為海貝思已經轉化為一股溫帶氣旋。上午9時，聯合颱風警報中心對其發出最後的警報。

### 颱風浣熊 (Neoguri)
PAGASA: Florita
2014年6月30日，一個低壓區在楚克附近海面上生成。同日，美國海軍研究實驗室給予擾動編號90W。
7月1日上午6時，聯合颱風警報中心對其在24小時內形成為熱帶氣旋的機會給予「LOW」的評級。
7月2日上午3時，聯合颱風警報中心對其評級提升為「MEDIUM」。
7月3日上午2時，日本氣象廳將其升格為熱帶性低氣壓。上午3時，聯合颱風警報中心對其發佈熱帶氣旋形成警報。上午8時，聯合颱風警報中心將其升格為熱帶低氣壓，並給予編號08W。上午9時，日本氣象廳對其發出烈風警報。
7月4日上午2時，聯合颱風警報中心將其升格為熱帶風暴。上午8時，日本氣象廳將其升格為熱帶風暴，並命名為“浣熊”。下午5時，日本氣象廳將其升格為強烈熱帶風暴。下午8時，日本氣象廳將其升格為颱風。
7月5日上午2時，聯合颱風警報中心將其升格為一級颱風。上午8時，聯合颱風警報中心將其升格為二級颱風。下午2時，聯合颱風警報中心將其直接升格為四級颱風。
7月8日上午1時，聯合颱風警報中心將其降格為三級颱風。
7月9日上午2時，聯合颱風警報中心將其降格為二級颱風。下午2時，聯合颱風警報中心將其降格為一級颱風。下午3時，日本氣象廳將其降格為強烈熱帶風暴。下午8時，聯合颱風警報中心將其降格為熱帶風暴。
7月10日下午11時，聯合颱風警報中心對其發出最後警報。
7月11日上午12時，日本氣象廳將其降格為熱帶風暴。上午9時，日本氣象廳認為浣熊已轉化為一股溫帶氣旋。
日本氣象廳在事後發佈的最佳路徑中，把浣熊的強度向上修訂，接近中心最高持續風速上調為100節。
聯合颱風警報中心在事後發佈的最佳路徑年鑑中，把浣熊的強度向上修訂，接近中心最高持續風速上調為140節。

### 颱風威馬遜 (Rammasun)
PAGASA: Glenda
2014年7月9日，一個低壓區在楚克東部海面上生成。同日，美國海軍研究實驗室給予擾動編號92W。下午1時，聯合颱風警報中心對其在24小時內形成為熱帶氣旋的機會給予「LOW」的評級。
7月10日上午9時，日本氣象廳將其升格為熱帶性低氣壓。上午10時，聯合颱風警報中心對其評級提升為「MEDIUM」。下午3時，聯合颱風警報中心對其發佈熱帶氣旋形成警報，並將其評級提升為「HIGH」。下午10時，聯合颱風警報中心將其升格為熱帶低氣壓，並給予編號09W。
7月11日上午2時，日本氣象廳對其發出烈風警報。上午8時，聯合颱風警報中心將其升格為熱帶風暴。
7月12日上午2時，聯合颱風警報中心取消早前升格為熱帶風暴的強度，並將稍前的強度調整為熱帶低氣壓。下午3時，日本氣象廳将其升格為熱帶風暴，並命名為“威馬遜”。下午8時，聯合颱風警報中心再次將其升格為熱帶風暴。
7月14日上午8時45分，日本氣象廳將其升格為強烈熱帶風暴。下午3時，聯合颱風警報中心將其升格為一級颱風。下午9時，日本氣象廳將其升格為颱風。
7月15日下午2時，聯合颱風警報中心將其直接升格為三級颱風。下午8時，聯合颱風警報中心將其升格為四級颱風。
7月16日上午2時，聯合颱風警報中心將其降格為三級颱風。上午8時，聯合颱風警報中心將其降格為二級颱風。下午2時，聯合颱風警報中心將其降格為一級颱風。
7月17日上午8時，聯合颱風警報中心再次將其升格為二級颱風。下午2時，聯合颱風警報中心再次將其降格為一級颱風。下午8時，聯合颱風警報中心又再次將其升格為二級颱風。
7月18日上午2時，聯合颱風警報中心將其直接升格為四級颱風。
7月18日下午2时，威马逊在海南省文昌县登陆，是有记录以来登陆中国的最强台风。北仕岛竟测得899.2百帕的海平面气压，为亚洲有记录以来测得的最低海平面气压。
7月19日上午8時，聯合颱風警報中心將其降格為三級颱風，並發出最後警報。下午6時，日本氣象廳將其降格為強烈熱帶風暴。下午8時50分，日本氣象廳將其降格為熱帶風暴。
7月20日上午8時，日本氣象廳將其降格為熱帶低氣壓。
7月21日上午3時，日本氣象廳將其降格為低壓區。
日本氣象廳在事後發佈的最佳路徑中，把威馬遜的中心最低氣壓下調至935hPa。
聯合颱風警報中心在事後發佈的最佳路徑年鑑中，把威馬遜的強度向上修訂，接近中心最高持續風速上調為140節，成为南海史上第一个五级超级台风。

### 颱風麥德姆 (Matmo)
PAGASA: Henry
2014年7月14日，一個低壓區在雅浦島西方海面上生成。同日，美國海軍研究實驗室給予擾動編號93W。下午1時，聯合颱風警報中心對其在24小時內形成為熱帶氣旋的機會給予「LOW」的評級。
7月16日下午1時，聯合颱風警報中心對其評級提升為「MEDIUM」。下午3時，日本氣象廳將其升格為熱帶低氣壓。下午6時，聯合颱風警報中心對其發佈熱帶氣旋形成警報，並將其評級提升為「HIGH」。下午9時25分，日本氣象廳對其發出烈風警報。
7月17日下午8時，聯合颱風警報中心將其升格為熱帶低氣壓，並給予編號10W。
7月18日上午2時，聯合颱風警報中心將其升格為熱帶風暴。上午3時30分，日本氣象廳將其升格為熱帶風暴，並命名為“麥德姆”。
7月19日上午9時，日本氣象廳將其升格為強烈熱帶風暴。下午3時，日本氣象廳將其升格為颱風。下午8時，聯合颱風警報中心將其升格為一級颱風。
7月22日下午2時，聯合颱風警報中心將其升格為二級颱風。
7月23日上午2時，日本氣象廳將其降格為強烈熱帶風暴。同時，聯合颱風警報中心將其降格為一級颱風。下午3時，日本氣象廳將其降格為熱帶風暴。下午11時，聯合颱風警報中心將其降格為熱帶風暴，並發出最後的警報。
7月25日下午3時，日本氣象廳認為麥德姆已經轉化為一股溫帶氣旋。
其後，於日本氣象廳所發佈的最佳路徑中，日本氣象廳把麥德姆的風速下調為70節，中心最低氣壓上調至965hPa。

### 強烈熱帶風暴娜基莉 (Nakri)
PAGASA: Inday
2014年7月17日，一個低壓區在波納佩東南方海面上生成。同日，美國海軍研究實驗室給予擾動編號96W。
7月19日下午1時，聯合颱風警報中心對其在24小時內形成為熱帶氣旋的機會給予「LOW」的評級。下午3時，日本氣象廳將其升格為熱帶低氣壓。下午10時，聯合颱風警報中心對其評級提升為「MEDIUM」。
7月22日上午1時，聯合颱風警報中心對其發佈熱帶氣旋形成警報。下午10時，日本氣象廳認為該熱帶低氣壓已逐漸消散。
7月23日午夜12時，聯合颱風警報中心取消發佈熱帶氣旋形成警報，並對其評級降級為「MEDIUM」。下午1時，聯合颱風警報中心對其評級降級為「LOW」。
7月24日上午8時，日本氣象廳認為其殘餘雲系於帛琉北部海面上重新發展，發展成另一新系統，並評定為一低壓區。
7月25日下午4時，聯合颱風警報中心對其評級再次提升為「MEDIUM」。
7月26日上午8時，日本氣象廳再次將其升格為熱帶低氣壓。
7月27日下午11時，聯合颱風警報中心将其评级降格為「LOW」。
7月28日下午2時，聯合颱風警報中心對其評級再次提升為「MEDIUM」。
7月29日上午3時，日本氣象廳對其發出烈風警告。
7月30日上午2時，日本氣象廳將其升格為熱帶風暴，並命名為“娜基莉”。上午7時，聯合颱風警報中心對其發佈熱帶氣旋形成警報。
8月1日上午3時，日本氣象廳將其升格為強烈熱帶風暴。上午6時，聯合颱風警報中心對其取消熱帶氣旋形成警報。
8月2日下午1時，聯合颱風警報中心再次對其發佈熱帶氣旋形成警報。下午3時，聯合颱風警報中心將其直接升格為熱帶風暴，並給予編號12W。下午8時，日本氣象廳將其降格為熱帶風暴。
8月3日下午2時，聯合颱風警報中心將其降格為熱帶低氣壓。
8月4日上午2時，日本氣象廳將其降格為熱帶性低氣壓。同時，聯合颱風警報中心對其發出最後的警報。下午5時，其雲系已開始逐漸消散，但日本氣象廳仍認為其強度維持在熱帶低氣壓，中心已從大韓民國陸地移出進入日本海，並且緩慢的朝向東方移動。下午8時，日本氣象廳將其降格為低壓區。

### 颱風夏浪 (Halong)
PAGASA: Jose
2014年7月26日，一個低壓區在楚克北方海面上生成。同日，美國海軍研究實驗室給予擾動編號90W。下午1時，聯合颱風警報中心對其在24小時內形成為熱帶氣旋的機會給予「LOW」的評級。
7月28日上午2時，聯合颱風警報中心對其評級提升為「MEDIUM」。上午9時，聯合颱風警報中心對其發佈熱帶氣旋形成警報。上午10時，日本氣象廳將其升格為熱帶低氣壓。下午2時，聯合颱風警報中心將其評級提升為「HIGH」。下午8時，聯合颱風警報中心將其升格為熱帶低氣壓，並給予編號11W。
7月29日上午8時，聯合颱風警報中心將其升格為熱帶風暴。上午9時，日本氣象廳對其發出烈風警告。中午12時，日本氣象廳將其升格為熱帶風暴，並命名為“夏浪”。
8月1日中午12時，日本氣象廳將其升格為強烈熱帶風暴。
8月2日上午2時，聯合颱風警報中心將其升格為一級颱風。上午3時，日本氣象廳將其升格為颱風。上午8時，聯合颱風警報中心將其直接升格為三級颱風。下午2時，聯合颱風警報中心將其升格為四級颱風。
8月3日上午2時，聯合颱風警報中心將其升格為五級颱風。下午8時，聯合颱風警報中心將其降格為四級颱風。
8月4日下午2時，聯合颱風警報中心將其降格為三級颱風。
8月5日上午2時，聯合颱風警報中心將其降格為二級颱風。
8月6日上午2時，聯合颱風警報中心將其降格為一級颱風。下午2時，聯合颱風警報中心將其升格為二级颱風。下午8時，聯合颱風警報中心將其降格為一級颱風。
8月10日上午2時，聯合颱風警報中心將其降格為熱帶風暴。下午2時，日本氣象廳將其降格為強烈熱帶風暴。
8月11日上午8時，日本氣象廳認為夏浪已經轉化為一股溫帶氣旋。
日本氣象廳在事後發佈的最佳路徑中，把夏浪的中心最低氣壓上調至920hPa。

### 颱風吉納維芙 (Genevieve)
2014年8月7日上午11時30分，位於中北太平洋的吉納維芙越過國際日期變更線進入西北太平洋海域，因此改由日本氣象廳（JMA）發報。下午3時25分，日本氣象廳將其評定為颱風，沿用東太平洋名稱吉納維芙。同時，聯合颱風警報中心將其評定為四級颱風。晚上8時，聯合颱風警報中心將其升格為五級颱風。
8月8日下午8時，聯合颱風警報中心將其降格為四級颱風。
8月9日下午8時，聯合颱風警報中心將其降格為三級颱風。
8月10日上午2時，聯合颱風警報中心將其降格為二級颱風。晚上8時，聯合颱風警報中心將其降格為一級颱風。
8月11日上午8時，日本氣象廳將其降格為強烈熱帶風暴。同時，聯合颱風警報中心將其降格為熱帶風暴。下午8時，日本氣象廳將其降格為熱帶風暴。
8月12日上午2時，聯合颱風警報中心將其降格為熱帶低氣壓，並發出最後的警報。下午2時，日本氣象廳將其降格為熱帶低氣壓。
8月14日下午8時，日本氣象廳將其降格為低壓區。

### 強烈熱帶風暴風神 (Fengshen)
2014年9月3日，一個低壓區在薩馬島東北方海面上生成。同日，美國海軍研究實驗室給予擾動編號91W。下午2時，聯合颱風警報中心對其在24小時內形成為熱帶氣旋的機會給予「LOW」的評級。晚上9時，聯合颱風警報中心對其評級提升為「MEDIUM」。
9月4日下午2時，聯合颱風警報中心對其評級降級為「LOW」。
9月5日上午5時，聯合颱風警報中心對其評級提升為「MEDIUM」。下午5時，日本氣象廳將其升格為熱帶低氣壓。
9月6日上午8時，日本氣象廳對其發佈一般警報。上午10時，聯合颱風警報中心對其發佈熱帶氣旋形成警報。下午2時，聯合颱風警報中心對其評級提升為「HIGH」。同時，日本氣象廳對其發佈強風警報。晚上8時，日本氣象廳對其發佈烈風警報。
9月7日上午8時，日本氣象廳將其升格為熱帶風暴，並命名為「風神」。同時，聯合颱風警報中心將其升格為熱帶低氣壓，並給予編號13W。下午2時，聯合颱風警報中心將其升格為熱帶風暴。
9月8日上午5時，日本氣象廳將其升格為強烈熱帶風暴。
9月9日晚上8時，聯合颱風警報中心對其發出最後的警報。
9月10日下午2時，日本氣象廳認為風神已經轉化為一股溫帶氣旋。
日本氣象廳在事後發佈的最佳路徑中，把風神的強度向上修訂，接近中心最高持續風速上調為60節，中心最低氣壓下調至975hPa。

### 颱風海鷗 (Kalmaegi)
PAGASA: Luis
2014年9月8日，一個低壓區於楚克附近海面上生成。同日，美國海軍研究實驗室給予擾動編號94W。
9月10日下午2時，聯合颱風警報中心對其在24小時內形成為熱帶氣旋的機會給予「LOW」的評級。下午10時，聯合颱風警報中心對其評級提升為「MEDIUM」。
9月11日上午0時，聯合颱風警報中心對其發佈熱帶氣旋形成警報，並對其評級提升為「HIGH」。上午2時，聯合颱風警報中心將其升格為熱帶低氣壓，並給予編號15W。
9月12日上午2時，日本氣象廳將其升格為熱帶低氣壓。上午9時15分，日本氣象廳對其發出烈風警報。下午2時，日本氣象廳將其升格為熱帶風暴，並命名為“海鷗”。同時，聯合颱風警報中心將其升格為熱帶風暴。
9月13日上午9時45分，日本氣象廳將其升格為強烈熱帶風暴。下午5時，日本氣象廳將其升格為颱風。下午8時，聯合颱風警報中心將其升格為一級颱風。
9月15日上午2時，聯合颱風警報中心將其降格為熱帶風暴。上午8時，聯合颱風警報中心再次將其升格為一級颱風。
9月16日晚上11時，日本氣象廳將其降格為強烈熱帶風暴。
9月17日上午2時，聯合颱風警報中心將其降格為熱帶風暴，並对其發出最後警报。上午11時，日本氣象廳將其降格為熱帶風暴。下午8時，日本氣象廳將其降格為熱帶低氣壓。
9月18日上午8時，日本氣象廳將其降格為低壓區。

### 熱帶風暴鳳凰 (Fung-wong)
PAGASA: Mario
2014年9月13日，一個低壓區在關島東南方海面上生成。同日，美國海軍研究實驗室給予擾動編號96W。
9月15日上午9時，聯合颱風警報中心對其在24小時內形成為熱帶氣旋的機會給予「LOW」的評級。
9月16日上午7時，聯合颱風警報中心對其評級提升為「MEDIUM」。下午8時，日本氣象廳將其升格為热带风
9月17日上午4時，聯合颱風警報中心對其發佈熱帶氣旋形成警報，並對其評級提升為「HIGH」。下午2時，日本氣象廳對其發出烈風警報。下午8時，聯合颱風警報中心將其升格為熱帶低氣壓，並給予編號16W。
9月18日上午2時，日本氣象廳將其升格為熱帶風暴，並命名為“鳳凰”。上午8時，聯合颱風警報中心將其升格為熱帶風暴。
9月20日上午2時，日本氣象廳將其升格為温带风下午2時，日本氣象廳將其降格為熱帶風暴。
9月23日下午2時，聯合颱風警報中心將其降格為熱帶低氣壓。下午8時，聯合颱風警報中心對其發出最後的警報。
9月24日上午8時，日本氣象廳認為鳳凰已經轉化為一股溫帶氣旋。
日本氣象廳在事後發佈的最佳路徑中，把鳳凰的強度向下修訂為熱帶風暴，接近中心最高持續風速下調為45節，中心最低氣壓上調至985hPa。

### 強烈熱帶風暴北冕 (Kammuri)
2014年9月21日，一個低壓區在楚克北方海面上生成。同日，美國海軍研究實驗室給予擾動編號98W。晚上11時，聯合颱風警報中心對其在24小時內形成為熱帶氣旋的機會給予「LOW」的評級。
9月22日下午2時，聯合颱風警報中心對其評級提升為「MEDIUM」。晚上8時，日本氣象廳將其升格為熱帶低氣壓，並對其發出烈風警報。
9月23日上午3時，聯合颱風警報中心對其發佈熱帶氣旋形成警報，並對其評級提升為「HIGH」。
9月24日下午8時，日本氣象廳將其升格為熱帶風暴，並命名為“北冕”。同時，聯合颱風警報中心將其升格為熱帶低氣壓，並給予編號17W。
9月25日下午8時，聯合颱風警報中心將其升格為熱帶風暴。
9月27日上午5時，日本氣象廳將其升格為強烈熱帶風暴。下午2時，日本氣象廳將其降格為熱帶風暴。
9月29日上午8時，聯合颱風警報中心對其發出最後的警報。
9月30日上午8時，日本氣象廳認為北冕已經轉化為溫帶氣旋。

### 颱風巴蓬 (Phanfone)
PAGASA: Neneng
2014年9月26日，一個低壓區在科斯雷東方海面上生成。下午2時，美國海軍研究實驗室給予擾動編號99W。下午11時，聯合颱風警報中心對其在24小時內形成為熱帶氣旋的機會給予「LOW」的評級。
9月27日上午2時，聯合颱風警報中心對其評級提升為「MEDIUM」。同時，日本氣象廳將其評為低壓區。上午6時30分，聯合颱風警報中心對其發佈熱帶氣旋形成警報，並對其評級提升為「HIGH」。
9月28日上午4時30分，聯合颱風警報中心對其撤銷熱帶氣旋形成警報，並對其評級降為「MEDIUM」。下午2時，聯合颱風警報中心對其再次發佈熱帶氣旋形成警報，並對其評級提升為「HIGH」。下午8時，日本氣象廳將其升格為熱帶低氣壓。
9月29日上午2時，聯合颱風警報中心將其升格為熱帶低氣壓，並給予編號18W。上午5時，日本氣象廳對其發出烈風警報。上午8時，聯合颱風警報中心將其升格為熱帶風暴。下午2時，日本氣象廳將其升格為熱帶風暴，並命名為“巴蓬”。
10月1日上午2時，日本氣象廳將其升格為強烈熱帶風暴。上午8時，聯合颱風警報中心將其升格為一级颱風。下午8時，日本氣象廳將其升格為颱風。
10月2日上午8時，聯合颱風警報中心將其直接升格為三級颱風。下午2時，聯合颱風警報中心將其升格為四級颱風。下午8時，聯合颱風警報中心將其降格為三級颱風。
10月3日下午8時，聯合颱風警報中心再次將其升格為四級颱風。
10月4日下午8時，聯合颱風警報中心將其降格為三級颱風。
10月5日下午2時，聯合颱風警報中心將其降格為二級颱風。
10月6日上午2時，聯合颱風警報中心將其降格為一級颱風。下午2時，日本氣象廳將其降格為強烈熱帶風暴。同時，聯合颱風警報中心將其降格為熱帶風暴，並對其發出最後的警報。下午8時，日本氣象廳認為巴蓬已經轉化為一股温帶氣旋。

### 颱風黃蜂 (Vongfong)
PAGASA: Ompong
2014年10月2日，一個低壓區在馬紹爾群島西南方海面上生成，美國海軍研究實驗室給予擾動編號90W。
10月2日上午1時，聯合颱風警報中心對其在24小時內形成為熱帶氣旋的機會給予「LOW」的評級。上午11時，聯合颱風警報中心對其發佈熱帶氣旋形成警報，並對其評級直接提升為「HIGH」。下午2時，日本氣象廳將其升格為熱帶低氣壓。
10月3日上午2時，聯合颱風警報中心将其升格為熱帶低氣壓，並給予編號19W。上午8時，日本氣象廳對其發出烈風警報。同時，聯合颱風警報中心將其升格為熱帶風暴。下午8時，日本氣象廳將其升格為熱帶風暴，並命名為“黄蜂”。
10月4日下午2時，聯合颱風警報中心將其升格為一級颱風。
10月5日上午2時，日本氣象廳將其升格為強烈熱帶風暴。下午2時，聯合颱風警報中心將其升格為二級颱風。下午5時，日本氣象廳將其升格為颱風。
10月6日上午8時，聯合颱風警報中心將其降格為一級颱風。下午2時，聯合颱風警報中心再次將其升格為二級颱風。
10月7日上午8時，聯合颱風警報中心將其升格為三級颱風。下午2時，聯合颱風警報中心將其升格為四級颱風。
10月8日上午2時，聯合颱風警報中心將其升格為五級颱風。
10月9日下午2時，聯合颱風警報中心將其降格為四級颱風。
10月11日上午2時，聯合颱風警報中心將其降格為三級颱風。下午2時，聯合颱風警報中心將其降格為二級颱風。下午8時，聯合颱風警報中心將其降格為一級颱風。
10月12日上午8時，聯合颱風警報中心將其降格為熱帶風暴。
10月13日上午8時，日本氣象廳將其降格為強烈熱帶風暴。
10月14日上午8時，日本氣象廳認為黃蜂已經轉化為一股溫帶氣旋。同時，聯合颱風警報中心對其發出最後的警報。

### 颱風鸚鵡 (Nuri)
PAGASA: Paeng
鸚鵡是一個巨大而又強烈的熱帶氣旋，是當年太平洋颱風季乃至全球的最強烈的熱帶氣旋之一。但由於系統離陸地較遠，所以對陸地的影響並不大，主要是在溫帶氣旋時期。
系統源於關島附近的一個大型低壓區，10月28日20時，美國海軍研究實驗室給予其96W的擾動編號。系統又於10月30日發展為一個熱帶低氣壓，並於10月31日發展為熱帶風暴，11月1日發展為颱風。系統於11月2日爆發式增強，迅速清空一個半徑不到15千米的細小風眼，並於當天晚上達到超強颱風強度，次日凌晨達到最高強度。鸚鵡於11月3日開始眼墻置換，強度逐漸減弱。
鸚鵡於11月7日轉化為一股溫帶氣旋，又於11月8日早上再次增強至颶風程度風力，氣壓迅速下降至924hPa，七級風圈半徑逾3300千米，是全球史上最大風暴之一。溫帶氣旋鸚鵡的殘余雲系將寒潮帶到北美，導致北美出現歷史同期罕見的低溫極寒天氣。

### 熱帶風暴森拉克 (Sinlaku)
PAGASA: Queenie
2014年11月23日，一個低壓區在關島西南方海面上生成，美國海軍研究實驗室給予擾動編號93W。
11月25日下午2時，聯合颱風警報中心對其在24小時內形成為熱帶氣旋的機會給予「LOW」的評級。同時，日本氣象廳將其評為低壓區。
11月26日下午1時，聯合颱風警報中心對其發佈熱帶氣旋形成警報，並對其評級提升為「HIGH」。下午2時，日本氣象廳將其升格為熱帶低氣壓。同時，聯合颱風警報中心將其升格為熱帶低氣壓，並給予編號21W。下午8時，日本氣象廳對其發出烈風警報。
11月28日上午8時，日本氣象廳將其升格為熱帶風暴，並命名為“森拉克”。同時，聯合颱風警報中心將其升格為熱帶風暴。
11月29日下午5時，日本氣象廳將其升格為強烈熱帶風暴。
11月30日上午2時，日本氣象廳將其降格為熱帶風暴。同時，聯合颱風警報中心對其發出最後的警報。下午2時，日本氣象廳將其降格為熱帶低氣壓。下午8時，日本氣象廳將其降格為低壓區。
日本氣象廳在事後發佈的最佳路徑中，把森拉克的強度向下修訂為熱帶風暴，接近中心最高持續風速下調為45節。

### 颱風黑格比 (Hagupit)
PAGASA: Ruby
2014年11月30日，一個低壓區在科斯雷西南方海面上生成，美國海軍研究實驗室給予擾動編號95W。下午2時，聯合颱風警報中心對其在24小時內形成為熱帶氣旋的機會給予「LOW」的評級。同時，日本氣象廳將其評為低壓區。下午9時，聯合颱風警報中心對其評級提升為「MEDIUM」。
12月1日上午3時30分，聯合颱風警報中心對其發佈熱帶氣旋形成警報，並對其評級提升為「HIGH」。上午8時，日本氣象廳將其升格為熱帶低氣壓，並對其發出烈風警報。同時，聯合颱風警報中心將其升格為熱帶低氣壓，並給予編號22W。下午2時，日本氣象廳將其升格為熱帶風暴，並命名為“黑格比”。同時，聯合颱風警報中心將其升格為熱帶風暴。
12月2日下午8時，日本氣象廳將其升格為強烈熱帶風暴。同時，聯合颱風警報中心將其升格為一級颱風。
12月3日上午2時，日本氣象廳將其升格為颱風。同時，聯合颱風警報中心將其升格為二級颱風。下午2時，聯合颱風警報中心將其升格為三級颱風。
12月4日上午2時，聯合颱風警報中心將其升格為四級颱風。上午8時，聯合颱風警報中心將其升格為五級颱風，更直接給予155節之評價。
12月5日上午8時，聯合颱風警報中心將其降格為四級颱風。
12月6日下午2時，聯合颱風警報中心將其降格為三級颱風。
12月7日上午8時，聯合颱風警報中心將其降格為二級颱風。下午8時，聯合颱風警報中心將其降格為一級颱風。
12月8日上午5時，日本氣象廳將其降格為強烈熱帶風暴。上午8時，聯合颱風警報中心將其降格為熱帶風暴。下午8時，日本氣象廳將其降格為熱帶風暴。
12月10日下午2時，日本氣象廳再次將其升格為強烈熱帶風暴。下午11時，日本氣象廳將其降格為熱帶風暴。
12月11日下午8時，日本氣象廳將其降格為熱帶低氣壓。同時，聯合颱風警報中心將其降格為熱帶低氣壓。
12月12日上午8時，聯合颱風警報中心對其發出最後的警報。下午8時，日本氣象廳認為黑格比已經逐漸消散
。

### 熱帶風暴薔薇 (Jangmi)
PAGASA: Seniang
2014年12月23日，一個低壓區在帛琉南方海面上生成，美國海軍研究實驗室給予擾動編號98W。
12月25日，美國海軍研究實驗室對其撤銷編號。
12月26日，原先的熱帶擾動98W在帛琉西南方海面上再度發展，美國海軍研究實驗室重新給予擾動編號99W。
12月27日下午2時，日本氣象廳將其升格為熱帶低氣壓。同時，聯合颱風警報中心對其在24小時內形成為熱帶氣旋的機會給予「LOW」的評級。下午8時，日本氣象廳對其發出烈風警報。
12月28日上午2時30分，聯合颱風警報中心對其評級提升為「MEDIUM」。上午3時30分，聯合颱風警報中心對其發佈熱帶氣旋形成警報，並對其評級提升為「HIGH」。上午8時，聯合颱風警報中心將其升格為熱帶低氣壓，並給予編號23W。
12月29日上午2時，聯合颱風警報中心將其升格為熱帶風暴。上午8時，日本氣象廳將其升格為熱帶風暴，並命名為“薔薇”。
12月30日下午8時，聯合颱風警報中心將其降格為熱帶低氣壓。
12月31日上午8時，聯合颱風警報中心對其發出最後的警報。下午8時，日本氣象廳將其降格為熱帶低氣壓。
2015年1月1日下午2時，聯合颱風警報中心對其在24小時內形成為熱帶氣旋的機會給予「LOW」的評級。
1月2日上午8時，日本氣象廳將其降格為低壓區。
日本氣象廳在事後發佈的最佳路徑中，把薔薇的強度向上修訂，接近中心最高持續風速上調為40節，中心最低氣壓下調至996hPa。

## 未被國際命名的熱帶氣旋
除了被日本氣象廳命名的熱帶氣旋外，還有一些沒被命名的熱帶低氣壓和被聯合颱風警報中心認為是熱帶風暴的熱帶氣旋。

### 熱帶低氣壓
2014年3月11日，一個熱帶擾動在棉蘭老島東方海面上生成。上午8時，日本氣象廳將其升格為熱帶低氣壓。
3月12日下午8時，日本氣象廳將其降格為低壓區。

### 熱帶低氣壓04W
PAGASA: Caloy
2014年3月12日，一個低壓區在關島西南方海面上生成。同日，美國海軍研究實驗室給予擾動編號94W。
3月18日下午5時，日本氣象廳將其升格為熱帶低氣壓。
3月19日上午0時，聯合颱風警報中心對其在24小時內形成為熱帶氣旋的機會給予「LOW」的評級。
3月21日上午0時，聯合颱風警報中心對其評級提升為「MEDIUM」。上午6時，聯合颱風警報中心對其發佈熱帶氣旋形成警報，並對其評級提升為「HIGH」。
3月22日上午10時，聯合颱風警報中心將其升格為熱帶低氣壓，並給予編號04W。
3月23日上午4時，聯合颱風警報中心對其發出最後的警報。
3月24日下午2時，日本氣象廳將其降格為低壓區。下午3時，聯合颱風警報中心再度對其在24小時內形成為熱帶氣旋的機會給予「LOW」的評級。
3月26日上午0時，聯合颱風警報中心對其取消評級。

### 熱帶低氣壓
2014年4月13日，一個低壓區在楚克附近海面上生成。同日，美國海軍研究實驗室給予擾動編號98W。
4月16日下午10時，聯合颱風警報中心對其在24小時內形成為熱帶氣旋的機會給予「LOW」的評級。
4月17日下午1時，聯合颱風警報中心對其評級提升為「MEDIUM」。
4月18日下午2時，聯合颱風警報中心將對其在24小時內形成為熱帶氣旋的機會降級為「LOW」。
4月19日下午8時，日本氣象廳將其升格為熱帶性低氣壓。
4月20日上午1時，聯合颱風警報中心對其評級提升為「MEDIUM」。
4月21日下午2時，聯合颱風警報中心對其取消所有評級。同時，日本氣象廳將其降格為低壓區。
2014年8月19日，原先熱帶擾動95W的殘餘雲系於福建近岸海面上重新發展。上午8時，日本氣象廳將其升格為熱帶低氣壓。
8月20日上午2時，日本氣象廳認為該熱帶低氣壓已併入鋒面，並轉化為溫帶氣旋。
2014年8月27日，一個低壓區在南海中部海面上生成。上午10時，美國海軍研究實驗室給予擾動編號99W。下午2時，日本氣象廳將其升格為熱帶低氣壓。晚上11時，聯合颱風警報中心對其在24小時內形成為熱帶氣旋的機會給予「LOW」的評級。
8月28日上午4時，聯合颱風警報中心對其評級提升為「MEDIUM」。下午2時，聯合颱風警報中心對其評級降級為「LOW」。
8月29日下午3時，日本氣象廳將其降格為低壓區。
2014年9月4日，一個冷心低壓於本州東南方海面上變性為暖心。上午11時，日本氣象廳將其升格為熱帶低氣壓。
9月6日上午8時，日本氣象廳認為該熱帶低氣壓已經併入鋒面，並轉化為溫帶氣旋。

### 熱帶低氣壓14W
PAGASA: Karding
2014年8月30日，一個低壓區在關島南方海面上生成。同日，美國海軍研究實驗室給予擾動編號90W。
8月31日下午9時，聯合颱風警報中心對其在24小時內形成為熱帶氣旋的機會給予「低」的評級。
9月3日，低壓區掠過菲律賓中部，日本氣象廳表示該低壓區消散，然而聯合颱風警報中心仍維持評級為「低」。
9月5日上午8時，該系統進入南海後，日本氣象廳表示另一低壓區在呂宋島西南方海面上形成。
9月6日上午2時，日本氣象廳將其升格為熱帶低氣壓。凌晨4時半，聯合颱風警報中心對其評級提升為「中」。早上8時，日本氣象廳對其發出烈風警報。下午2時，聯合颱風警報中心對其評級提升為「高」，並對其發佈熱帶氣旋形成警報。
9月7日下午2時，聯合颱風警報中心將其升格為熱帶低氣壓，並給予編號14W。
9月8日上午2時，日本氣象廳取消烈風警報。上午8時，聯合颱風警報中心對其發出最後警報。
9月9日上午2時，日本氣象廳將其降格為低壓區。

## 熱帶氣旋時間表
以下時間線列出本年度的颱風生成及消散時間，而各風暴的詳情可參見上面的章節。

## 熱帶氣旋名單

### 國際命名
西北太平洋的熱帶氣旋是由日本東京颱風中心命名（即國際命名）。當該熱帶氣旋被日本氣象廳升格了為熱帶風暴後，就會使用下列名單中的名稱。名稱是根據以下名單而定，不按年度劃分。風暴名稱是由世界氣象組織颱風小組的成員提供，14個成員國和地區各自提交10個名稱，並以該國英文名稱按字母順序排列。在2014年使用的名稱清單中，原「寶霞」由新名稱「安比」取代。本年未用名稱以灰色表示，黑體字表示本年度風季已使用過。2014年的風暴名稱可能會與2001至2002年及2007至2008年的部分風暴名稱相同。
| 提供國家／地區 | 名稱   | 名稱        | 名稱        | 名稱   | 名稱   |
| -------------- | ------ | ----------- | ----------- | ------ | ------ |
| 柬埔寨         | 達維   | 康妮        | 娜基莉 1412 | 科羅旺 | 莎莉嘉 |
| 中國           | 海葵   | 玉兔        | 風神 1414   | 杜鵑   | 海馬   |
| 朝鮮           | 鴻雁   | 桃芝        | 海鷗 1415   | 彩虹   | 米雷   |
| 香港           | 啟德   | 萬宜        | 鳳凰 1416   | 彩雲   | 馬鞍   |
| 日本           | 天秤   | 天兔        | 北冕 1417   | 巨爵   | 蠍虎   |
| 老撾           | 布拉萬 | 帕布        | 巴蓬 1418   | 薔琵   | 洛坦   |
| 澳門           | 三巴   | 蝴蝶        | 黃蜂 1419   | 煙花   | 梅花   |
| 馬來西亞       | 杰拉華   | 聖帕        | 鸚鵡 1420   | 茉莉   | 苗柏   |
| 密克罗尼西亚   | 艾雲尼 | 木恩        | 森拉克 1421 | 尼伯特 | 南瑪都 |
| 菲律賓         | 馬力斯 | 丹娜絲      | 黑格比 1422 | 盧碧   | 塔拉斯 |
| 韓國           | 格美   | 百合        | 薔薇 1423   | 銀河   | 奧鹿   |
| 泰國           | 派比安 | 韋帕        | 米克拉      | 妮妲   | 玫瑰   |
| 美國           | 瑪莉亞 | 范斯高      | 海高斯      | 奧麥斯 | 洛克   |
| 越南           | 山神   | 利奇馬      | 巴威        | 康森   | 桑卡   |
| 柬埔寨         | 安比   | 羅莎        | 美莎克      | 燦都   | 納沙   |
| 中國           | 悟空   | 白鹿        | 海神        | 電母   | 海棠   |
| 朝鮮           | 雲雀   | 楊柳        | 紅霞        | 蒲公英 | 尼格   |
| 香港           | 珊珊   | 玲玲 1401   | 白海豚      | 狮子山 | 榕樹   |
| 日本           | 摩羯   | 劍魚 1402   | 鯨魚        | 圓規   | 天鴿   |
| 老撾           | 麗琵   | 法茜 1403   | 燦鴻        | 南川   | 帕卡   |
| 澳門           | 貝碧嘉 | 琵琶 1404   | 蓮花        | 瑪瑙   | 珊瑚   |
| 馬來西亞       | 溫比亞 | 塔巴 1405   | 浪卡        | 莫蘭蒂 | 瑪娃   |
| 密克罗尼西亚   | 蘇力   | 米娜 1406   | 蘇迪羅      | 雷伊   | 谷超   |
| 菲律賓         | 西馬侖 | 海貝思 1407 | 莫拉菲      | 馬勒卡 | 泰利   |
| 韓國           | 飛燕   | 浣熊 1408   | 天鵝        | 鮎魚   | 杜蘇芮 |
| 泰國           | 山竹   | 威馬遜 1409 | 艾莎尼      | 暹芭   | 卡努   |
| 美國           | 百里嘉 | 麥德姆 1410 | 艾濤        | 艾利   | 韋森特 |
| 越南           | 潭美   | 夏浪 1411   | 環高        | 桑達   | 蘇拉   |

註：
- 本風季第13個被命名的熱帶氣旋（吉納維芙 1413）是由東北太平洋進入中北太平洋後，再進入西北太平洋的熱帶氣旋。進入本洋面後仍繼續沿用東北太平洋的名稱（Genevieve）。

#### 被退役的熱帶氣旋名稱
第47次世界氣象組織颱風委員會會議中，決定將“威馬遜”退役，因為該颱風對在菲律賓和中國造成重大損失。

### 菲律賓
菲律賓大氣地球物理和天文服務管理局對責任區域內的熱帶氣旋使用獨立的命名方法，所有在其責任海域形成，或是進入其責任海域，或是有可能進入其責任海域的熱帶低氣壓都會獲得名稱，命名名稱每4年完成一次輪換，只有退役的名稱會予以替換，並且還準備有輔助名單，以便在名稱全部用完時替補。以下列出2014年的風暴名單，未經啟用的名稱以灰色表示，括弧內則是風暴的國際名稱：
| - 阿加頓（玲玲） - 巴斯揚（劍魚） - 卡羅伊（四） - 都蒙（琵琶） - 埃斯特（米娜） | - 佛羅里達（浣熊） - 格倫達（威馬遜） - 亨利（麥德姆） - 印戴（娜基莉） - 裘西（夏浪） | - 卡丁（十四） - 路易絲 （海鷗） - 梅梅（鳳凰） - 涅寧（巴蓬） - 翁彭（黃蜂） | - 龐恩（鸚鵡） - 昆妮（森拉克） - 露比（黑格比） - 西露馬（薔薇） - 托馬斯（未用） | - 鄂斯曼（未用） - 維納斯（未用） - 瓦爾督（未用） - 亞揚（未用） - 澤妮（未用） |

替補名單
| - 阿基拉（未用） - 巴維斯（未用） | - 奇多（未用） - 迪亞哥（未用） | - 艾蓮娜（未用） - 菲力諾（未用） | - 岡丁（未用） - 哈莉（未用） | - 因當（未用） - 傑莎（未用） |

英文原文
| Agaton         | Basyang         | Caloy           | Domeng         | Ester         |  |
| Florita        | Glenda          | Henry           | Inday          | Jose          |  |
| Karding        | Luis            | Mario           | Neneng         | Ompong        |  |
| Paeng          | Queenie         | Ruby            | Seniang        | Tomas（未用） |  |
| Usman（未用）  | Venus（未用）   | Waldo（未用）   | Yayang（未用） | Zeny（未用）  |  |
| 替補名單       |                 |                 |                |               |  |
| Agila（未用）  | Bagwis（未用）  | Chito（未用）   | Diego（未用）  | Elena（未用） |  |
| Felino（未用） | Gunding（未用） | Harriet（未用） | Indang（未用） | Jessa（未用） |  |

## 颱風季影響
此列表列出了所有在2014年西北太平洋曾經活躍的颱風。包括該颱風的強度、持續時間、名稱、登陸地點、死亡人數以及損失總計。所有損失皆以美元作為單位。括號內的風暴名稱為菲律賓大氣地理天文部門所使用之當地命名；未命名之熱帶性低氣壓，則採用由聯合颱風警報中心提供之風暴編號。
ACE的計算公式：{\displaystyle \sum _{}^{}{\frac {{v_{\mathrm {max} }}^{2}}{10^{4}}}}，每6小時取一次數據，單位為{\displaystyle 10^{4}kt^{2}}。
| 风暴名称                | 持续日期                          | 风暴最高强度 | 最大持续风速 | 最低气压 （百帕） | ACE     | 登陆                                       | 登陆             | 登陆     | 损失 （百万美元） | 死亡人数 |
| 风暴名称                | 持续日期                          | 风暴最高强度 | 最大持续风速 | 最低气压 （百帕） | ACE     | 地点                                       | 时间             | 风速     | 损失 （百万美元） | 死亡人数 |
| ----------------------- | --------------------------------- | ------------ | ------------ | ----------------- | ------- | ------------------------------------------ | ---------------- | -------- | ----------------- | -------- |
| 玲玲 (Agaton)           | 1月10日－1月21日                  | 热带风暴     | 65 km/h      | 1002              | 1.065   | 没有登陆                                   | 没有登陆         | 没有登陆 | 12.5              | 70       |
| 劍魚 (Basyang)          | 1月29日－2月2日                   | 热带风暴     | 65 km/h      | 1000              | 1.1725  | 菲律賓北蘇里高省皮拉爾沿海                 | 1月31日22時      | 65 km/h  | 很少              | 6        |
| 劍魚 (Basyang)          | 1月29日－2月2日                   | 热带风暴     | 65 km/h      | 1000              | 1.1725  | 菲律賓迪納加特群島卡地安納沿海             | 2月1日23時       | 65 km/h  | 很少              | 6        |
| 劍魚 (Basyang)          | 1月29日－2月2日                   | 热带风暴     | 65 km/h      | 1000              | 1.1725  | 菲律賓南萊特省聖雷卡多沿海                 | 2月1日0時        | 65 km/h  | 很少              | 6        |
| 劍魚 (Basyang)          | 1月29日－2月2日                   | 热带风暴     | 65 km/h      | 1000              | 1.1725  | 菲律賓保和省烏拜沿海                       | 2月1日2時        | 65 km/h  | 很少              | 6        |
| 劍魚 (Basyang)          | 1月29日－2月2日                   | 热带风暴     | 65 km/h      | 1000              | 1.1725  | 菲律賓宿霧省那牙沿海                       | 2月1日3時        | 65 km/h  | 很少              | 6        |
| 劍魚 (Basyang)          | 1月29日－2月2日                   | 热带风暴     | 65 km/h      | 1000              | 1.1725  | 菲律賓東內格羅省巴列埃爾莫索沿海           | 2月1日3時30分    | 65 km/h  | 很少              | 6        |
| 劍魚 (Basyang)          | 1月29日－2月2日                   | 热带风暴     | 65 km/h      | 1000              | 1.1725  | 菲律賓吉馬拉斯省錫本阿吉沿海               | 2月1日4時30分    | 65 km/h  | 很少              | 6        |
| 劍魚 (Basyang)          | 1月29日－2月2日                   | 热带风暴     | 65 km/h      | 1000              | 1.1725  | 菲律賓伊洛伊洛省金巴爾沿海                 | 2月1日5時30分    | 65 km/h  | 很少              | 6        |
| 劍魚 (Basyang)          | 1月29日－2月2日                   | 热带风暴     | 65 km/h      | 1000              | 1.1725  | 菲律賓巴拉望省庫利昂療養所沿海             | 2月1日15時       | 55 km/h  | 很少              | 6        |
| 法茜                    | 2月26日－3月6日                   | 颱風         | 120 km/h     | 975               | 6.69    | 没有登陆                                   | 没有登陆         | 没有登陆 | 很少              | 1        |
| 熱帶低氣壓              | 3月11日－3月12日                  | 热带低氣压   | N/A          | 1008              | 0       | 菲律賓東達沃省馬蒂沿海                     | 3月12日3時       | N/A      | 0                 | 0        |
| 熱帶低氣壓              | 3月11日－3月12日                  | 热带低氣压   | N/A          | 1008              | 0       | 菲律賓北達沃省薩馬爾沿海                   | 3月12日9時       | N/A      | 0                 | 0        |
| 熱帶低氣壓              | 3月11日－3月12日                  | 热带低氣压   | N/A          | 1008              | 0       | 菲律賓南達沃省達沃市沿海                   | 3月12日12時      | N/A      | 0                 | 0        |
| 熱帶低氣壓04W (Caloy)   | 3月18日－3月26日                  | 热带低氣压   | N/A          | 1004              | 1.155   | 菲律賓南蘇里高省丹達沿海                   | 3月22日11時      | N/A      | 0                 | 0        |
| 琵琶 (Domeng)           | 4月3日－4月15日                   | 热带风暴     | 65 km/h      | 998               | 3.6475  | 没有登陆                                   | 没有登陆         | 没有登陆 | 0                 | 0        |
| 熱帶低氣壓              | 4月19日－4月21日                  | 热带低氣压   | N/A          | 1004              | 0       | 没有登陆                                   | 没有登陆         | 没有登陆 | 0                 | 0        |
| 塔巴                    | 4月27日－5月2日                   | 強烈熱帶風暴 | 95 km/h      | 985               | 4.495   | 没有登陆                                   | 没有登陆         | 没有登陆 | 0                 | 0        |
| 米娜 (Ester)            | 6月9日－6月12日                   | 热带风暴     | 75 km/h      | 994               | 0       | 没有登陆                                   | 没有登陆         | 没有登陆 | 0                 | 0        |
| 海貝思                  | 6月13日－6月18日                  | 热带风暴     | 75 km/h      | 996               | 1.95    | 中國廣東省汕頭市濠江區河浦街道沿海         | 6月15日16時50分  | 65 km/h  | 131               | 11       |
| 浣熊 (Florita)          | 7月3日－7月11日                   | 颱風         | 185 km/h     | 930               | 26.645  | 日本鹿兒島縣阿久根市附近                   | 7月10日6時       | 95 km/h  | 156               | 3        |
| 浣熊 (Florita)          | 7月3日－7月11日                   | 颱風         | 185 km/h     | 930               | 26.645  | 日本和歌山縣西牟婁郡周參見町附近           | 7月10日17時30分  | 95 km/h  | 156               | 3        |
| 浣熊 (Florita)          | 7月3日－7月11日                   | 颱風         | 185 km/h     | 930               | 26.645  | 日本靜岡縣賀茂郡南伊豆町附近               | 7月11日1時30分   | 85 km/h  | 156               | 3        |
| 浣熊 (Florita)          | 7月3日－7月11日                   | 颱風         | 185 km/h     | 930               | 26.645  | 日本千葉縣富津市附近                       | 7月11日4時       | 85 km/h  | 156               | 3        |
| 威馬遜 (Glenda)         | 7月10日－7月21日                  | 颱風         | 165 km/h     | 935               | 23.3325 | 菲律賓阿爾拜省拉普拉普沿海                 | 7月15日17時      | 155 km/h | 7130              | 195      |
| 威馬遜 (Glenda)         | 7月10日－7月21日                  | 颱風         | 165 km/h     | 935               | 23.3325 | 菲律賓阿爾拜省巴卡凱沿海                   | 7月15日18時30分  | 155 km/h | 7130              | 195      |
| 威馬遜 (Glenda)         | 7月10日－7月21日                  | 颱風         | 165 km/h     | 935               | 23.3325 | 菲律賓奎松省聖納西索沿海                   | 7月16日0時       | 155 km/h | 7130              | 195      |
| 威馬遜 (Glenda)         | 7月10日－7月21日                  | 颱風         | 165 km/h     | 935               | 23.3325 | 中國海南省文昌市翁田鎮沿海                 | 7月18日15時30分  | 165 km/h | 7130              | 195      |
| 威馬遜 (Glenda)         | 7月10日－7月21日                  | 颱風         | 165 km/h     | 935               | 23.3325 | 中國廣東省湛江市徐聞縣龍塘鎮沿海           | 7月18日19時30分  | 165 km/h | 7130              | 195      |
| 威馬遜 (Glenda)         | 7月10日－7月21日                  | 颱風         | 165 km/h     | 935               | 23.3325 | 中國廣西壯族自治區防城港市港口區光坡鎮沿海 | 7月19日7時10分   | 130 km/h | 7130              | 195      |
| 麥德姆 (Henry)          | 7月16日－7月25日                  | 颱風         | 130 km/h     | 965               | 10.935  | 台灣台東縣長濱鄉沿海                       | 7月23日0時15分   | 130 km/h | 567               | 62       |
| 麥德姆 (Henry)          | 7月16日－7月25日                  | 颱風         | 130 km/h     | 965               | 10.935  | 中國福建省福州市福清市三山鎮沿海           | 7月23日15時30分  | 95 km/h  | 567               | 62       |
| 麥德姆 (Henry)          | 7月16日－7月25日                  | 颱風         | 130 km/h     | 965               | 10.935  | 中國山東省威海市文登區澤庫鎮沿海           | 7月25日17時10分  | 65 km/h  | 567               | 62       |
| 娜基莉 (Inday)          | 7月19日－8月4日                   | 強烈熱帶風暴 | 100 km/h     | 980               | 1.6725  | 大韓民國全羅北道群山市沿海                 | 8月4日8時        | 55 km/h  | 0.116             | 16       |
| 夏浪 (Jose)             | 7月28日－8月11日                  | 颱風         | 195 km/h     | 920               | 35.59   | 日本高知縣安藝市附近                       | 8月10日5時       | 130 km/h | 3.88              | 12       |
| 夏浪 (Jose)             | 7月28日－8月11日                  | 颱風         | 195 km/h     | 920               | 35.59   | 日本兵庫縣姬路市附近                       | 8月10日10時      | 120 km/h | 3.88              | 12       |
| 吉納維芙                | 8月7日（進入西北太平洋）－8月14日 | 颱風         | 205 km/h     | 915               | 24.3925 | 没有登陆                                   | 没有登陆         | 没有登陆 | 0                 | 0        |
| 熱帶低氣壓              | 8月19日－8月20日                  | 热带低氣压   | N/A          | 1006              | 0       | 中國福建省漳州市漳浦縣赤湖鎮沿海           | 8月19日11時      | N/A      | 0                 | 0        |
| 熱帶低氣壓              | 8月27日－8月29日                  | 热带低氣压   | N/A          | 1004              | 0       | 中國海南省陵水黎族自治縣新村鎮沿海         | 8月28日3時       | N/A      | 很少              | 0        |
| 熱帶低氣壓              | 8月27日－8月29日                  | 热带低氣压   | N/A          | 1004              | 0       | 越南太平省太瑞县沿海                       | 8月28日15時      | N/A      | 很少              | 0        |
| 熱帶低氣壓              | 9月4日－9月6日                    | 热带低氣压   | N/A          | 1006              | 0       | 没有登陆                                   | 没有登陆         | 没有登陆 | 0                 | 0        |
| 風神                    | 9月5日－9月10日                   | 強烈熱帶風暴 | 110 km/h     | 975               | 3.44    | 没有登陆                                   | 没有登陆         | 没有登陆 | 0                 | 0        |
| 熱帶低氣壓14W (Karding) | 9月6日－9月9日                    | 热带低氣压   | 55 km/h      | 1002              | 0.755   | 中國廣東省湛江市麻章區東簡鎮沿海           | 9月8日13時10分   | 55 km/h  | 0                 | 0        |
| 海鷗 (Luis)             | 9月11日－9月18日                  | 颱風         | 140 km/h     | 960               | 8.9825  | 菲律賓卡加延省佩尼亞布蘭卡沿海             | 9月14日17時      | 120 km/h | 75.1              | 33       |
| 海鷗 (Luis)             | 9月11日－9月18日                  | 颱風         | 140 km/h     | 960               | 8.9825  | 中國海南省文昌市翁田鎮沿海                 | 9月16日9時40分   | 140 km/h | 75.1              | 33       |
| 海鷗 (Luis)             | 9月11日－9月18日                  | 颱風         | 140 km/h     | 960               | 8.9825  | 中國廣東省湛江市徐聞縣海安鎮沿海           | 9月16日12時45分  | 140 km/h | 75.1              | 33       |
| 海鷗 (Luis)             | 9月11日－9月18日                  | 颱風         | 140 km/h     | 960               | 8.9825  | 越南廣寧省先安縣東部沿海                   | 9月16日23時      | 120 km/h | 75.1              | 33       |
| 鳳凰 (Mario)            | 9月16日－9月24日                  | 热带风暴     | 85 km/h      | 985               | 4.805   | 菲律賓卡加延省巴高沿海                     | 9月19日10時      | 85 km/h  | 75.5              | 21       |
| 鳳凰 (Mario)            | 9月16日－9月24日                  | 热带风暴     | 85 km/h      | 985               | 4.805   | 台灣屏東縣恆春鎮鵝鑾鼻沿海                 | 9月21日10時      | 85 km/h  | 75.5              | 21       |
| 鳳凰 (Mario)            | 9月16日－9月24日                  | 热带风暴     | 85 km/h      | 985               | 4.805   | 台灣新北市貢寮區三貂角沿海                 | 9月21日22時      | 85 km/h  | 75.5              | 21       |
| 鳳凰 (Mario)            | 9月16日－9月24日                  | 热带风暴     | 85 km/h      | 985               | 4.805   | 中國浙江省寧波市象山縣鶴浦鎮沿海           | 9月22日19時35分  | 75 km/h  | 75.5              | 21       |
| 鳳凰 (Mario)            | 9月16日－9月24日                  | 热带风暴     | 85 km/h      | 985               | 4.805   | 中國上海市奉賢區海灣鎮沿海                 | 9月23日10時45分  | 65 km/h  | 75.5              | 21       |
| 北冕                    | 9月22日－9月30日                  | 強烈熱帶風暴 | 95 km/h      | 985               | 4.835   | 没有登陆                                   | 没有登陆         | 没有登陆 | 0                 | 0        |
| 巴蓬 (Neneng)           | 9月28日－10月6日                  | 颱風         | 175 km/h     | 935               | 23.305  | 日本靜岡縣濱松市附近                       | 10月6日7時       | 130 km/h | 41.5              | 11       |
| 巴蓬 (Neneng)           | 9月28日－10月6日                  | 颱風         | 175 km/h     | 935               | 23.305  | 日本靜岡縣沼津市附近                       | 10月6日8時30分   | 120 km/h | 41.5              | 11       |
| 黃蜂 (Ompong)           | 10月2日－10月14日                 | 颱風         | 215 km/h     | 900               | 42.0525 | 日本沖繩縣國頭郡宜野座村附近               | 10月11日23時30分 | 150 km/h | 58                | 9        |
| 黃蜂 (Ompong)           | 10月2日－10月14日                 | 颱風         | 215 km/h     | 900               | 42.0525 | 日本鹿兒島縣枕崎市附近                     | 10月13日7時30分  | 120 km/h | 58                | 9        |
| 黃蜂 (Ompong)           | 10月2日－10月14日                 | 颱風         | 215 km/h     | 900               | 42.0525 | 日本高知縣宿毛市附近                       | 10月13日13時30分 | 110 km/h | 58                | 9        |
| 黃蜂 (Ompong)           | 10月2日－10月14日                 | 颱風         | 215 km/h     | 900               | 42.0525 | 日本兵庫縣淡路島附近                       | 10月13日18時30分 | 100 km/h | 58                | 9        |
| 黃蜂 (Ompong)           | 10月2日－10月14日                 | 颱風         | 215 km/h     | 900               | 42.0525 | 日本大阪府泉佐野市附近                     | 10月13日19時     | 95 km/h  | 58                | 9        |
| 鸚鵡 (Paeng)            | 10月30日－11月7日                 | 颱風         | 205 km/h     | 910               | 27.6625 | 没有登陆                                   | 没有登陆         | 没有登陆 | 很少              | 0        |
| 森拉克 (Queenie)        | 11月26日－11月30日                | 热带风暴     | 85 km/h      | 990               | 2.8775  | 菲律賓南蘇里高省巴亞巴斯沿海               | 11月26日16時30分 | 55 km/h  | 4.3               | 4        |
| 森拉克 (Queenie)        | 11月26日－11月30日                | 热带风暴     | 85 km/h      | 990               | 2.8775  | 菲律賓保和省哈格納沿海                     | 11月27日1時      | 55 km/h  | 4.3               | 4        |
| 森拉克 (Queenie)        | 11月26日－11月30日                | 热带风暴     | 85 km/h      | 990               | 2.8775  | 菲律賓宿霧省阿爾高沿海                     | 11月27日6時      | 55 km/h  | 4.3               | 4        |
| 森拉克 (Queenie)        | 11月26日－11月30日                | 热带风暴     | 85 km/h      | 990               | 2.8775  | 菲律賓東內格羅省希馬拉盧沿海               | 11月27日7時30分  | 55 km/h  | 4.3               | 4        |
| 森拉克 (Queenie)        | 11月26日－11月30日                | 热带风暴     | 85 km/h      | 990               | 2.8775  | 菲律賓巴拉望省泰泰沿海                     | 11月28日22時30分 | 55 km/h  | 4.3               | 4        |
| 森拉克 (Queenie)        | 11月26日－11月30日                | 热带风暴     | 85 km/h      | 990               | 2.8775  | 越南富安省虬江市社沿海                     | 11月29日23時     | 85 km/h  | 4.3               | 4        |
| 黑格比 (Ruby)           | 12月1日－12月12日                 | 颱風         | 215 km/h     | 905               | 33.285  | 菲律賓東薩馬省多洛雷斯沿海                 | 12月6日21時15分  | 165 km/h | 114               | 18       |
| 黑格比 (Ruby)           | 12月1日－12月12日                 | 颱風         | 215 km/h     | 905               | 33.285  | 菲律賓馬斯巴特省卡塔英岸沿海               | 12月7日11時      | 155 km/h | 114               | 18       |
| 黑格比 (Ruby)           | 12月1日－12月12日                 | 颱風         | 215 km/h     | 905               | 33.285  | 菲律賓馬林杜克省托里霍斯沿海               | 12月8日11時      | 110 km/h | 114               | 18       |
| 黑格比 (Ruby)           | 12月1日－12月12日                 | 颱風         | 215 km/h     | 905               | 33.285  | 菲律賓八打雁省沿海                         | 12月8日17時45分  | 100 km/h | 114               | 18       |
| 黑格比 (Ruby)           | 12月1日－12月12日                 | 颱風         | 215 km/h     | 905               | 33.285  | 菲律賓八打雁省馬比尼沿海                   | 12月9日0時       | 85 km/h  | 114               | 18       |
| 黑格比 (Ruby)           | 12月1日－12月12日                 | 颱風         | 215 km/h     | 905               | 33.285  | 菲律賓西民都洛省洛克沿海                   | 12月9日5時       | 75 km/h  | 114               | 18       |
| 薔薇 (Seniang)          | 2014年12月27日－2015年1月2日      | 热带风暴     | 75 km/h      | 996               | 2.055   | 菲律賓南蘇里高省希納圖安沿海               | 12月29日4時      | 65 km/h  | 28.3              | 66       |
| 薔薇 (Seniang)          | 2014年12月27日－2015年1月2日      | 热带风暴     | 75 km/h      | 996               | 2.055   | 菲律賓保和省安達沿海                       | 12月29日21時     | 65 km/h  | 28.3              | 66       |
| 薔薇 (Seniang)          | 2014年12月27日－2015年1月2日      | 热带风暴     | 75 km/h      | 996               | 2.055   | 菲律賓宿霧省阿爾高沿海                     | 12月30日4時30分  | 75 km/h  | 28.3              | 66       |
| 薔薇 (Seniang)          | 2014年12月27日－2015年1月2日      | 热带风暴     | 75 km/h      | 996               | 2.055   | 菲律賓東內格羅省拉利伯塔德沿海             | 12月30日8時      | 75 km/h  | 28.3              | 66       |
| 薔薇 (Seniang)          | 2014年12月27日－2015年1月2日      | 热带风暴     | 75 km/h      | 996               | 2.055   | 馬來西亞沙巴山打根省勿盧蘭沿海             | 1月1日20時       | 55 km/h  | 28.3              | 66       |
| 季节总结                |                                   |              |              |                   |         |                                            |                  |          |                   |          |
| 30個 熱帶氣旋           | 2014年1月10日－2015年1月2日       |              | 215 km/h     | 900               | 296.8   | 67次登陆                                   | 67次登陆         | 67次登陆 | 8397.196          | 538      |

## 內部連結
- 2014年大西洋颶風季
- 2014年太平洋颶風季
- 2014年北印度洋氣旋季
- 2013－2014年西南印度洋熱帶氣旋季
- 2013－2014年澳洲地區熱帶氣旋季
- 2013－2014年南太平洋熱帶氣旋季
- 2014－2015年西南印度洋熱帶氣旋季
- 2014－2015年澳洲地區熱帶氣旋季
- 2014－2015年南太平洋熱帶氣旋季

## 外部連結
- 聯合颱風警報中心（页面存档备份，存于）
- 中央氣象台-颱風實時路徑顯示
- 中國中央氣象台
- 日本氣象廳熱帶氣旋資訊（页面存档备份，存于）
- 菲律賓大氣地理天文部門熱帶氣旋資訊
- 中央氣象局全球資訊網
- 香港天文台熱帶氣旋資訊（页面存档备份，存于）
- 澳門地球物理暨氣象局熱帶氣旋資訊（页面存档备份，存于）
- 熱帶氣旋衛星影像（页面存档备份，存于）
- 數位颱風—熱帶氣旋資料及圖片（页面存档备份，存于）
- ACE（页面存档备份，存于）